# Hans Lippershey
Hans Lippershey (1570–tháng 9 năm 1619) là một nhà chế tạo thấu kính người Hà Lan.
Ông được sinh ra ở Wesel, phía Tây nước Đức. Ông đã định cư ở Middelburg của Hà Lan, kết hôn năm 1594, và trở thành một công dân của nước này năm 1602. Ông vẫn ở Middelburg cho đến khi mất.
Ông được công nhận là người tạo ra và phổ biến thiết kế cho kính thiên văn thực dụng đầu tiên. Các loại kính thiên văn thô và kính thiên văn nhỏ có thể đã được tạo ra sớm hơn nhiều nhưng người ta tin chính Lippershey là người đầu tiên nộp đơn xin cấp bằng sáng chế cho thiết kế của mình (đánh bại Jacob Metius chỉ bằng một vài tuần), và chế tạo chúng để sử dụng rộng rãi năm 1608. Ông đã không được nhận bằng sáng chế nhưng đã được chính phủ Hà Lan ban thưởng hậu hĩnh cho những bản thiết kế của mình.
Kính viễn cảnh Hà Lan là kính thiên văn do Lippershey sáng chế chỉ có thể nhìn xa hơn 3 lần so với nhìn bằng mắt thường.
Một câu chuyện đằng sau sự sáng tạo ra kính thiên văn này cho rằng có hai đứa trẻ đang chơi với thấu kính trong cửa hàng của ông. Chúng đã phát hiện ra rằng các bức ảnh được nhìn qua hai thấu kính đặt thẳng hàng nhau thì rõ hơn. Lippershey đã được truyền cảm hững từ hiện tượng này và đã tạo ra một thiết bị rất giống với kính thiên văn ngày nay.
Miệng núi lửa Lippershey, trên Mặt Trăng, được đặt tên theo tên ông.